# Palazzo Canacci

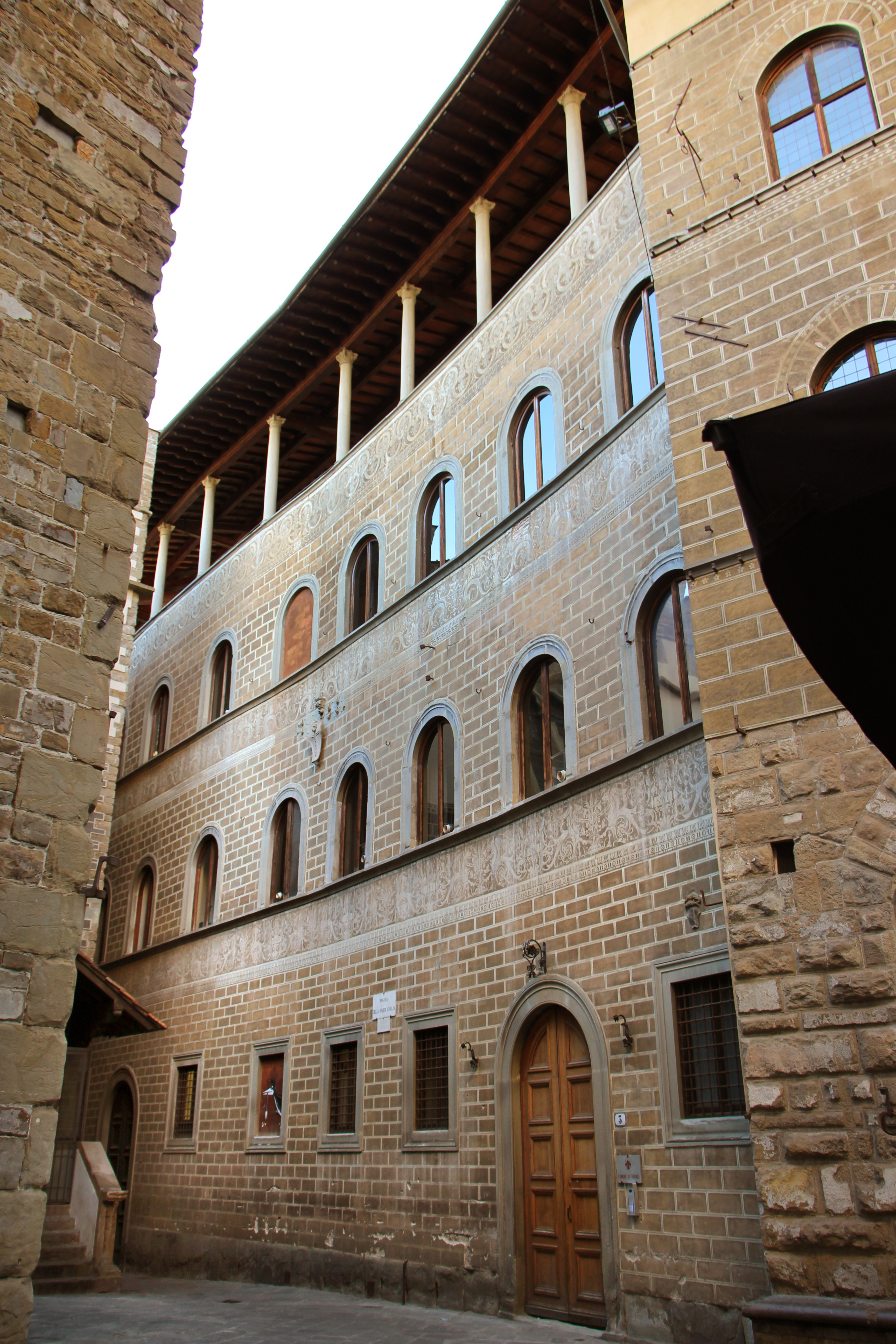
Fachada do Palazzo Canacci com a loggia.

O Palazzo Canacci é um palácio de Florença que se encontra no nº 3 da Piazza di Parte Guelfa, em frente ao Palagio di Parte Guelfa e à antiga Igreja de San Biagio.

## História e arquitectura

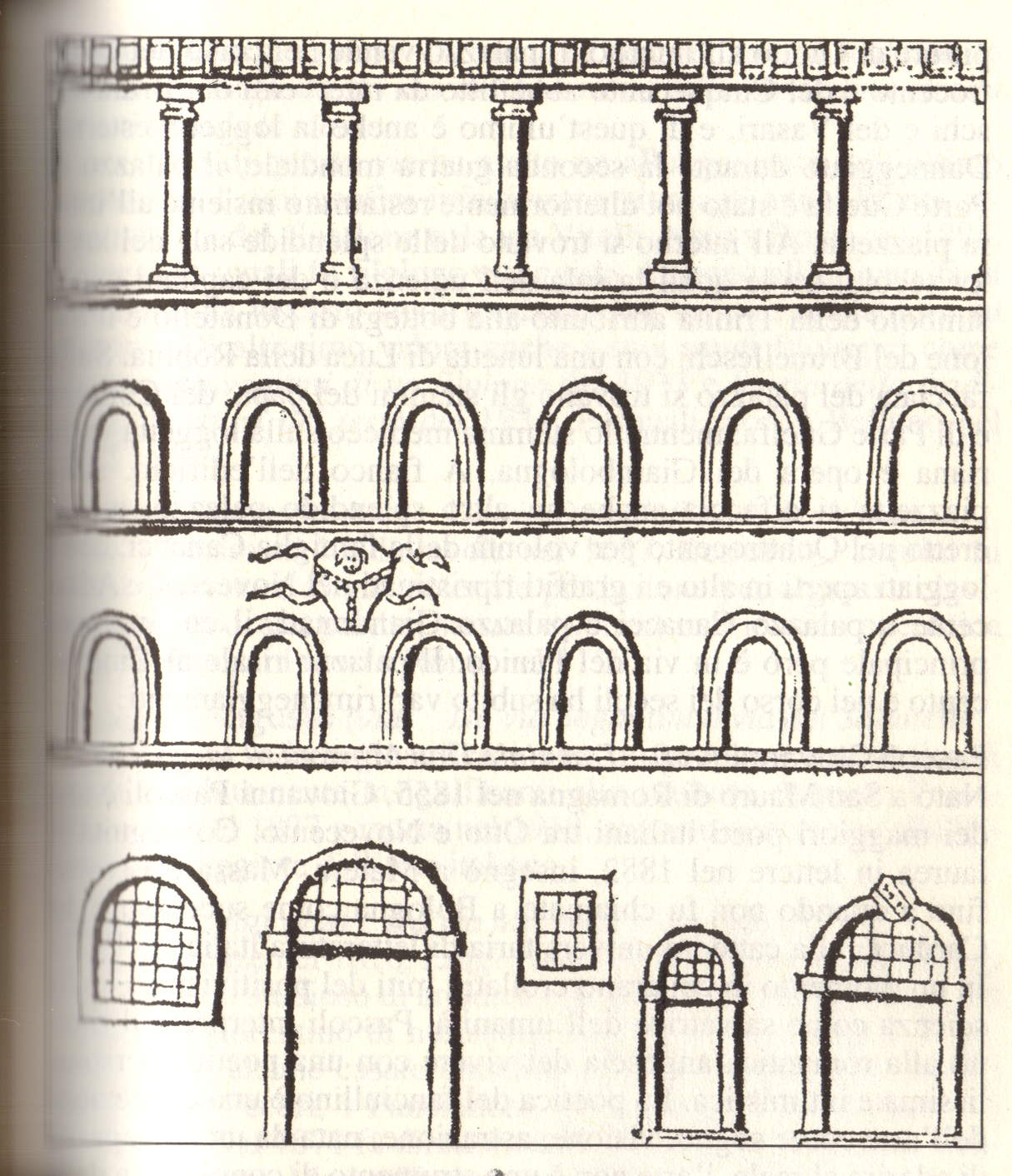
Gravura setecentista da fachada do Palazzo Canacci.

Os Canacci foram uma família de hábeis mercadores, que construiram o seu próprio palácio na segunda metade do século XV, qual marco dum sucesso económico alcançado.
O palácio apresenta-se com uma planta complexa, com o corpo principal composto por uma longa fachada com três andares, que se desvanesse no estreiro Chiasso di San Biagio. Aqui se abrem dois portais no piso térreo flanqueados por janelas com molduras, enquanto nos pisos superiores duas filas de seis janelas arcadas são sublinhadas por cornijas marca-piso e no último piso se abre uma preciosa loggia suportada por colunas. A loggia só foi recuperada durante o restauro de 1902, por Giuseppe Castellucci, depois do palácio se ter tornado de propriedade comunal, que também completou os ricos esgrafitos da fachada. À altura do andar nobre está colocado, ao centro da fachada, um brasão familiar, com uma cabeça canina sobre três correntes ligadas ao centro por um anel. Uma fachada semelhante também se prolonga na Via delle Terme.
A família Canacci extinguiu-se em 1778 com a morte de Cosimo Canacci.
Durante o periodo do esventramento para a criação da Piazza della Repubblica, o palácio foi ameaçado pelas demolições, que pararam a poucos metros de distância pela escassez de fundos. Em seguida, toda a Piazza di Parte Guelfa foi restaurada e, apesar de algumas adulterações, hoje forma um gracioso ângulo citadino.
Na época, o palácio foi unido com o adjacente Palazzo Giandonati, um palácio do século XIV remodelado no século XV, caracterizado por um corpo avançado sobre a praça que continha antigamente a entrada principal pelo Vicolo del Panico. Em seguida, o palácio também passou a ser chamado de Palazzo Canacci-Giandonati. Hoje hospedam o comité do calcio in costume (uma espécie de futebol de carnaval).